# 아카시아 (2003년 영화)
아카시아"(영어: Acacia)는 2003년 개봉한 대한민국의 공포 영화이다.

## 캐스팅
- 심혜진 - 미숙 역
- 김진근 - 도일 역
- 박웅 - 김교수 역
- 이영희 - 미숙 모 역
- 민혜령 - 도희 역
- 문우빈 - 진성 역
- 김가인 - 해성 역
- 정나윤 - 민지 역
- 정희태 - 성준 역
- 손종환 - 형사 역
- 맹봉학 - 병원과장 역
- 김미경 - 산모 2 역
- 정기섭 - 인턴 2 역
- 미숙 역의 심혜진은 생과부 위자료 청구 소송 이후 5년 만에 스크린 복귀를 했는데 <아카시아>에 앞서 2000년 왕가위 감독과 7년간 계약을 맺고 2046에 출연할 예정이었으나 차질을 빚으며 공백 기간이 길어진 바 있었다[1]

1. ↑  배장수 (2003년 10월 16일). “영화 ‘아카시아’로 5년만에 컴백 심혜진”. 경향신문. 2015년 12월 24일에 확인함.